# Annals of Science
Annals of Science (abrégé en Ann. Sci.) est une revue scientifique trimestrielle à comité de lecture qui publie des articles dans le domaine de l'histoire des sciences.
D'après le Journal Citation Reports, le facteur d'impact de ce journal était de 0,459 en 2009. Actuellement, le directeur de publication est T. H. Levere (Université de Toronto, Canada).

## Histoire
Le journal a été créé après une visite d'un an en Angleterre de la part de Brown. Il a discuté de la possibilité de publier des travaux sur l'histoire des sciences avec Henry Robinson de la bibliothèque de la Royal Society de Londres. Ils ont décidé qu'en dehors de l'Isis belge, il y avait peu de débouchés pour ces travaux, ils ont donc fondé les Annals of Science avec Douglas McKie (University College London), principal éditeur. L'objectif était de publier plus rapidement qu'Isis et en mettant l'accent sur la période moderne. Les rédacteurs en chef ont choisi une couverture orange vif pour se démarquer du bleu ou du gris habituel des périodiques à l'époque.[réf. souhaitée]
À l'époque de la Seconde Guerre mondiale, seuls trois volumes ont été publiés sur une période de 12 ans. De 1956 à 1958, le Bulletin de la Société britannique d'histoire des sciences a été publié dans le cadre des Annals of Science. En 1974, le rédacteur en chef Ivor Grattan-Guinness passa de 4 à 6 numéros par an; 100 numéros ont été publiés de 1936 à 1969, et une centaine en 1986. Grattan-Guinness a également remodelé la couverture et changé le slogan de "L'histoire de la science et de la technologie depuis la Renaissance" en "L'histoire de la science et de la technologie du treizième siècle ".[réf. souhaitée]

## Réception
David M. Knight a déclaré que "l'événement le plus important de la première phase du développement des revues britanniques [de l'histoire des sciences] est la fondation d'Annals of Science en 1936."  
Gordon L. Miller l'a qualifié de " revue savante respectée ".  
Un article paru dans Astrophysical Journal, publié l’année du lancement, nota avec approbation que la politique d’étude de l’histoire de la science de la renaissance était "interprétée de manière libérale" pour accepter des travaux portant sur des périodes antérieures. 